# الجريمة الحقيقية: مدينة نيويورك
الجريمة الحقيقية: مدينة نيويورك (بالإنجليزية:True Crime: New York City) هي لعبة الفيديو عالم مفتوح مغامرة سلسلة ترو كرايم (سلسلة) طورتها شركة (لوكسوفلوكس) لل بلاي ستيشن 2 ، اكس بوكس وجيم كيوب. ومايكروسوفت ويندوز والمحمول عن طريق اليدين على الجوال. وقد نشرت على جميع أنظمة من قبل أكتيفيجن. بلاي ستيشن 2، أطلق سراح إصدارات اكس بوكس وجيم كيوب في نوفمبر تشرين الثاني عام 2005، نسخة الإنترنت في مارس 2006، والنسخة المحمولة مارس 2007. وهو الاصدر الثاني بعد جريمة حقيقية: شوارع لوس انجليس عام 2003. في سلسلة ترو كريم

## وصلات خارجية
- الجريمة الحقيقية: مدينة نيويورك guide في موقع ستراتيجي ويكي
- Crime: New York City/True Crime: New York City  True Crime: New York CityAndreas على مشروع الدليل المفتوح